# 劳特河畔鲁茨韦勒
劳特河畔鲁茨韦勒 是德国莱茵兰-普法尔茨州的一个市镇。总面积4.32平方公里，总人口359人，其中男性182人，女性177人（2011年12月31日），人口密度83人/平方公里。